# 北盧頓
北盧頓（英語：Luton North），英國國會一自治市選區，包括英格蘭東部貝德福德郡盧頓北部。始設於1983年。
本區1997年前支持保守黨，其後支持工黨。凱文·霍普金斯在2010年大選中以49.3%選票勝出該區三度連任，使之成為英格蘭東兩個由工黨控制的選區之一。